# Xã Jefferson, Quận Grundy, Missouri
Xã Jefferson (tiếng Anh: Jefferson Township) là một xã thuộc quận Grundy, tiểu bang Missouri, Hoa Kỳ. Năm 2010, dân số của xã này là 445 người.